# هرکول (سامسون و اولیس)
هرکول، سامسون و اولیس (به ایتالیایی: Ercole sfida Sansone) فیلمی ایتالیایی در سبک حماسی است که در سال ۱۹۶۴ منتشر شد. از بازیگران آن می‌توان به لیانا اورفی، ایلوش خوشابه، مارکو ماریانی و جانپائولو روسمینو اشاره کرد.